# HV Houten
Handbal Houten is een Nederlandse handbalclub uit de Utrechtse gemeente Houten. De club is opgericht op 27 oktober 1983 onder de naam Handbal Vereniging Houten (HVH). In 2014 werd de verenigingsnaam veranderd in Handbal Houten.

## Geschiedenis

### Promotie naar de eerste divisie (2011 - 2012)
Het herenteam van Houten kwam in het seizoen 2011/12 uit in de Tweede divisie. Op de laatste wedstrijddag van het seizoen moest Houten winnen van directe concurrent M.H.V. '81 om promotie naar de eerste divisie afgedwongen. Houten won de wedstrijd met 24-27 en promoveerde naar de eerste divisie.

### Eredivisie handbal (2015 - 2019)
Voorafgaand van het seizoen 2014/15 veranderde Handbal Vereniging Houten (HVH) zijn clubnaam naar Handbal Houten. Onder leiding van trainer/coach Hans van Dijk behaalde het herenteam van Houten in het eerste seizoen de vijfde plaats in de reguliere eredivisie, daarmee kon Houten zich plaatsen voor de kampioenspoule. Alleen de beste vier ploegen van deze nacompetitie konden promoveren naar de BENE-League. Houten eindigde op de zevende plaats. 
Een seizoen later werd Houten tevens vijfde in de reguliere eredivisie. Maar deze keer eindigde Houten in de degradatiepoule, dit doordat in het seizoen 2014/15 het tweede team van Limburg Lions boven Houten eindigde. Het tweede team van Limburg Lions kon door de regels niet kwalificeren voor de kampioenspoule omdat het eerste team van Limburg Lions in de kampioenspoule al zit. In de eindklassement verschoof Houten één plek omlaag en moest het seizoen afsluiten met een achtste plaats in de eindklassering.
In het seizoen 2017/18 en 2018/19 werd Houten tweemaal op rij kampioen van de reguliere eredivisie. Daardoor kon Houten zich plaatsen voor de BENE-League. In 2017/18 speelde Houten in een poule tegen de nummer vijf en zes van de Nederlandse deelnemers in de BENE-League (Hurry-Up en Quintus) en de nummer twee van de eredivisie (DFS). Houten werd laatste in de poule en speelde het jaar erop wederom in de eredivisie. In 2018/19 heeft het Nederlands Handbal Verbond (NHV) de regels veranderd richting de promotie naar de BENE-League. De nummer 1 van de eredivisie promoveert meteen naar de BENE-League en het zesde geplaatste Nederlandse team degradeerde terug naar de eredivisie. Houten wist de kampioen te worden van de eredivisie met slechts twee gelijkspellen en één nederlaag tegen Tachos. Daarmee behaalde Houten promotie naar de BENE-League.

### Nieuwegein Houten Combinatie (2017 - 2020)
In het handbalseizoen 2017/18 hadden handbalvereniging Nieuwegein en Houten de handen in een geslagen onder de naam Nieuwegein Houten Combinatie (NHC). Het eerste team van NHC nam de plek over van Nieuwegein in de eerste divisie en het tweede team nam de plek in van het tweede team van Houten in de tweede divisie. Op 13 april 2020 maakte beide clubs bekend om te stoppen met de combinatieteam.

### BENE-League (2019 - heden)
Houten speelde in 2019/20 voor het eerst in het clubbestaan de BENE-League. Houten kende een goede competitiestart met winstpartijen tegen Aalsmeer, het Belgische Sporting Pelt en Volendam. Verder verloor Houten 19 wedstrijden. Houten werd voorlaatste en speelde tegen Volendam nacompetitie voor behoud van een BENE-League plaats. Door de coronacrisis in Nederland werd de nacompetitie stilgelegd voor de rest van het seizoen. Hiermee zou Houten zeker zijn van nog een jaar BENE-League.
Op 5 april 2020 liet bestuurslid Dick Jacobs weten dat Houten uit de BENE-League wilt stappen en terug wilt keren naar de eredivisie. Door te weinig inkomsten van tv en sponsoren en een te laag bezoekersaantal had het bestuur van Houten besloten om het verzoek te indienen om het eerste team vrijwillig uit de BENE-League te laten degraderen. Door het terugtrekken van Houten uit de BENE-League heeft het bestuur van de competitie besloten dat Houten tot het seizoen 2022/2023 niet meer mag promoveren naar de BENE-League.

## Resultaten
Heren (2004 - heden)
- 2004
Eerste klasse
- 2005 1e
Eerste klasse
- 2006
Regioklasse ?
- 2007
- 2008
- 2009
- 2010
- 2011
Hoofdklasse B
- 2012 2e
Hoofdklasse B
- 2013 10e
Eerste divisie
- 2014 4e
Eerste divisie
- 2015 7e
Eredivisie
- 2016 10e
Eredivisie
- 2017 14e
Eredivisie
- 2018 8e
Eredivisie
- 2019 7e
Eredivisie
- 2020 6e
Eredivisie
- 2021
Eredivisie
- 2022 3e
Eredivisie
- 2022 1e
Eredivisie

- Eredivisie
- Eerste divisie
- Tweede divisie
- Hoofdklasse
- Eerste klasse

## Lijst van trainers
- 2010–2013:  Anel Mahmutefendic
- 2013–2017:  Hans van Dijk
- 2017–2020:  Rick Louw
- 2020–2022:  Freek Gielen
- 2022–2023:  Vladan Mijalković
- 2023–heden:  Job Reumer

## Ereleden
- Evert Bosveld
- Arnold den Hartog †
- Dick Jacobs

## Erelijst
| Competitie                       | Aantal | Jaren                     |
| -------------------------------- | ------ | ------------------------- |
| Nationaal                        |        |                           |
| Regulier competitie (eredivisie) | 3x     | 2017/18, 2018/19, 2022/23 |
| Hoofdklasse                      | 1x     | 2009/10                   |
| Regionaal                        |        |                           |
| 1e Klasse                        | 1x     | 2004/05                   |